# Nataša Pavlović Bujas
Nataša Pavlović Bujas (Valjevo, 9. septembar 1968) srpska je preduzetnica, međunarodna komunikacijska ekspertkinja, savetnica za lični razvoj i razvoj preduzeća i organizacija, vlasnica komunikacijske agencije Blumen group iz Beograda.

## Život i školovanje
Rođena, odrasla i školovala se u Valjevu, učenica Valjevske gimnazije, osnovane još daleke 1870. godine. Studije Hemijskog fakulteta, Univerziteta u Beogradu završila je u rekordnom roku 1990. godine i tu i započela svoju poslovnu karijeru- kao asistentkinja na Katedri za analitičku hemiju.
Tokom studija, a zbog izuzetnih rezultata, još devedesetih godina imala je priliku da u dužim periodima boravi i radi na projektima u Švedskoj u NORDRECO kompaniji, kao i u Brazilu na Univerzitetu u Kampinasu. Osim znanja i iskustava sticanih u osnovnoj struci, ovi studijski i radni boravci u drugim sredinama doneli su joj i nova znanja i uvide, koji su presudno uticali na dalji razvoj njene karijere, ali i na visok stepen razumevanja i prihvatanja kulturnih osobenosti i razlika, zbog čega je zauvek ostala građanka celog sveta, srpskog porekla.
Formalna i neformalna znanja neprestano stiče, kako u oblastima koji su predmet njene ekspertize (marketing, odnosi s javnošću, poslovno savetovanje), tako i u drugim oblastima koje život i rad čine svrsishodnijim i harmoničnijim. Postdiplomske studije nastavila je i na Hemijskom fakultetu u Beogradu i na DOBA fakultetu u Mariboru, a uspešno je završila i ICF (International Coaching Federation) akreditovanu školu za trenere poslovnog i ličnog razvoja.
Veoma rado deli svoja znanja i iskustva stečena tokom tri decenije preduzetničke i menadžerske karijere i više od 25 godina karijere u marketingu  i odnosima s javnošću.
Ponosna je i na svog sina Marka, koji je u ranoj mladosti postao i ostao građanin sveta, kao i na razumevanje i podršku koju joj je porodica pružala u svim izborima i u svakoj fazi karijernog i ličnog razvoja. 

## Preduzetnički život, menadžment i komunikacije
Preduzetnički put započela je proizvodnjom i ugradnjom građevinskih materijala, u godinama teškog stanja srpske privrede, sankcijama i izolovanošću od sveta, godinama pre mobilnih telefona i široke upotrebe interneta. Takva tržišna utakmica nije bila prepreka – već izazov i inspiracija da ono što je iskusila i naučila u svetu primeni i kod nas. Zbog pozicioniranja sopstvene firme i proizvoda na tržištu, osnovala je in house tim za marketing i PR, jer devedesetih nije bilo mnogo agencija koje bi bile rade da se malim preduzećima bave – tek par njih je funkcionisalo na tržištu, radeći za velike kompanije.
Na temeljima već izgrađene poslovne reputacije i stoga što je tržištu bilo potrebno, in house tim je veoma brzo prerastao u samostalnu agenciju, koja već decenijama dosledno podržava i druga mala i srednja preduzeća na njihovom razvojnom putu. Na tom putu i Blumen tim je evoluirao, nadrastajući ovdašnje okvire, te postao jedna od prvih i najnagrađivanijih agencija sa ovih prostora. Stalna otvorenost za promene, inoviranje i usavršavanje olakšala je sve poslovne krize kroz koje je naše društvo prolazilo i omogućila da na vreme implementiraju sve trendove koji dolaze iz sveta.
Dugi niz godina, Nataša je sa svojim timom uspostavljala i reinovirala komunikacijske strategije za naše najznačajnije događaje: BITEF, BEMUS, Dani Beograda, Bitef teatar, Zvezdara teatar, Fond Kraljevskog doma Karađorđević... Kreirala je i sa širokim timom izuzetnih mladih stvaralaca oživela i realizovala mnoge autorske projekte: prvu dečju predstavu za decu, na ovim prostorima, o životu Nikole Tesle „Tesla – bajka o elektricitetu”, kao i brošuru i multimedijalni CD (2005), „Moj prvi ekološki rečnik” i „Zelena  blaga Srbije” – brošure u multidisciplinarnom projektu edukacije dece u oblasti životne sredine (2005-2008.)
Međunarodnu karijeru u oblasti komunikacija započela je 2012. godine, kada je po prvi put osvojila prestižna priznanja IPRA GWA I IPRA Grand Prix, a nastavila kao članica prestižne grupacije Worldcom PR Group (2012—2016), te potom i kao članica IPRA Board of directors (2019).
Danas, Nataša je izabrana globalna predsednica za 2024. godinu Međunarodne asocijacije za odnose s javnošću – IPRA, organizacije koja 2025. godine slavi jubilej: 70 godina postojanja i rada na svim kontinentima. Ovo je po prvi put da je sa prostora Balkana neko izabran na tako visoku funkciju. Još jedan – menadžerski i komunikacijski izazov u karijeri u multikulturalnom okruženju.

## Predavač, mentorka, kouč
Nataša je do danas bila gost i predavač na više od 135 nacionalnih i međunarodnih skupova, a po pozivu održala je više od 50 predavanja na fakultetima i univerzitetima u zemlji i svetu.
Mentorskim radom počela je da se bavi pre dve decenije, kada je prostor edukacija u odnosima s javnošću bio mnogo tešnji nego danas i kada se prevashodno učilo iskustveno i ta znanja prenosila i drugima. Danas je mentorstvo i koučing njeno glavno opredeljenje i kroz profesionalno delovanje i kroz pro bono rad.

## Postignuća, nagrade, priznanja

### Lična priznanja
- 2024[6]
- 2022
- Nagrada Udruženja poslovnih žena za mentorski rad (2020)
- Nagrada Društva Srbije za odnose s javnošću za lični doprinos odnosima s javnošću(2013)
- UEPS – Udruženje za tržišne komunikacije Srbije – Zlatno priznanje za promociju najbolje srpske marketing i PR prakse u svetu (2013)
- – nagrada za izuzetan doprinos razvoju kreativnih industrija u Srbiji
- Specijalno priznanje za dosledno i kontinuirano unapređenje marketing i PR prakse u Srbiji (2012)- TABOO MAGAZIN
- -	IPRA Grand Prix 2012

### Nagrade i priznanja osvojena sa timom agencije
- 2020
- 2012
- u kategoriji za region Balkana
- 2016. finale prestižnоg internacionalnog priznanja IPRA GOLDEN WORLD AWARD sa event projektom PLAY IT AGAIN! (organizacija serije koncerata „Starih rock majstora” i promotivna kampanja)
- Projekat: STARI ROCK MAJSTORI 2015- UEPS priznanje za vizuelni identitet
- Projekat: KTITOR NOVIH IDEJA 2015 – UEPS „Prizanje za promotivnu integrisanu kampanju”
- 2016 – PRiznanje Društva Srbije za odnose sa javnošću u kategoriji: korporativne komunikacije
- Projekat: Warm White by LUNA 2015 – UEPS „Prizanje za promotivnu integrisanu kampanju”
- Projekat: BEOGRADSKI GASTRO FEST 2014 – UEPS „Priznanje za promotivnu integrisanu kampanju”
- U 2006. godini Blumen je bio među prvim laureatima priznanja BIZART za strateško partnerstvo sa  BITEF festivalom  u periodu 2002-2006. godine. Priznanje je ustanovilo Ministarstvo kulture R Srbije u saradnji sa USAID
- Žiri 11. izlozbe pozorišnog plakata i grafičkog oblikovanja dodelio je Blumen-u nagradu Sterijinog pozorja 2004. godine za plakat i katalog 37.BITEF.
- Nagrada Privredne komore: „Kapetan Miša Anastasijević 2006”
- Laureati nagrade 6. Scenskog bijenala (YUSTAT) za realizovanu PR kampanju (2006)

## Spoljašnje veze
- „U susret 8. martu”. Unija poslodavaca Srbije. Приступљено 7. 3. 2024.
- „Razgovori sa dobrom energijom”. Inspirin girls. Приступљено 7. 3. 2024.
- „Trust: The Ultimate Question”. Cord magazine. Приступљено 7. 3. 2024.
- „Nataše Pavlović Bujas izabrana za globalnu predsjednicu Međunarodne asocijacije za odnose s javnošću IPRA!”. Media marketing. Приступљено 7. 3. 2024.
- „Nataša Pavlović Bujas, nova globalna predsjednica IPRA-e: Uvjerena sam da će komunikacije i odnosi s javnošću tek doživjeti procvat, pogotovo u doba vještačke inteligencije”. Women comm. Приступљено 7. 3. 2024.
- „ČADEŽ: DODATNO ĆEMO OSNAŽITI PROMOCIJU SRPSKE PRIVREDE U SVETU”. Magazin Biznis. Приступљено 7. 3. 2024.
- „Nataša Pavlović Bujas, član UO Unije poslodavaca Srbije, vlasnica agencije Blumen Group  Tržište ljudskih resursa ispred države”. Cord magazine. Приступљено 7. 3. 2024.
- „Poslovne žene u Srbiji i Americi, koja je bitna razlika”. РТС. Приступљено 7. 3. 2024.